# Тиврівський район
Ти́врівський райо́н — колишня адміністративно-територіальна одиниця у центральній частині Вінницької області. Площа району становить 88160 га, або 3,4 % від території області. Утворено район 1923 року. Межує з 5 районами Вінницької області (Немирівський, Вінницький, Жмеринський, Шаргородський, Тульчинський). Адміністративний центр — смт Тиврів. Населення становить 41 819 (01.01.2018).

## Географія

### Природно-кліматичні особливості
Поверхня Тиврівського району, як і області, хвиляста рівнина, яка підвищується у північно-західному напрямку і знижується у південному та південно-східному напрямках. У центральній частині району з північно-західного на пів-денно-східний напрямок протікає р. Південний Буг. Річки використовується для малого судноплавства і як джерела гідроенергії.
Така особливість ландшафту та наявність зазначених річок, 1 водосховищ.
Клімат району помірно континентальний. Середня температура повітря найтеплішого місяця — липня +18°С — +20°С, найхолоднішого — січня 5 — 6°С морозу.
Середні річні суми опадів становлять 590–650 мм. В холодний період року (листопад-березень) випадає 155–205 мм в теплий період року 435–445 мм опадів.

### Структура земельного фонду
Територія всього — 88,2 тис.га, в тому числі:
- сільськогосподарські угіддя — 69,6 тис.га
  - із них: рілля −59,1 тис.га
  - ліси і інші лісовкриті площі — 11,1 тис.га
- забудовані землі — 3,3 тис.га
- землі водного фонду — 1,4 тис.га

Територією району протікають 22 річки, найбільша з них р. Південний Буг

### Природні ресурси
Територія району розташована в межах південно—західної частини основного геоморфологічного елементу Українського кристалічного щита, в основі якого є кристалічний фундамент докембрія, складений частково магматичними породами (гранітами і мігматитами).
Геологічними науково-пошуковими роботами в районі виявлені прояви міді, нікелю, вольфраму, золота, срібла, алмазів, рідкісноземельних металів. Для детальнішого вивчення їх місцезнаходження необхідні спеціалізовані пошуково-розвідувальні роботи.
Природні ресурси: дубові та грабові ліси, значні поклади граніту. В районі досить потужна мінерально-сировинна база.
Родовища гранітів (Витавське (Гніванське), Рахни-Полівське, Івоновецьке, Рогізнянське, Шендерівське). Перспективними напрямками використання є переробка граніту на євроблоки (1,2 група), будівельні блоки, будівельний камінь, облицювальну плитку, бруківку, тротуарну плитку, архітектурно-оздоблювальні вироби, переробка відходів граніту на щебеневу продукцію різних фракцій, інші напрямки.
Родовище каоліну (Рогізнянське). Каолін можна використовувати при виробництві цегли, фаянсу, кераміки чи окремо взяте виробництво — збагачення каолінів.
Родовища піску (Тиврівське (Василівське), Онитковецьке, Новоміське, Черемошненське).
Пісок використовується для виробництва цегли та в будівельній галузі.
Родовища глини (суглинки) (Великовулизьке, Ворошилівське, Жахнівське, Лісове (смт. Тиврів), Селищанське , Тиврівське, Тростянецьке). Суглинки є основною сировиною при виробництві цегли.
Родовища бентонітової глини (Пилява, Строїнці), прояви польового шпату (полішпатові концентрати), кварцові піски.

## Історія
Територія району освоєна людьми між VI і IV тисячоліттями до нашої ери. Відомо, що на теренах Тиврівщини знаходились неолітичні стоянки, а саме: в Тиврові, Кліщеві, Рахнах-Польових, Селищі, Маянові, Шендерові (доба т. зв. Буго—дністровської культури — 6-3 тис. до н.е.). Доба міді і бронзи (3-2 тис. до н.е.) — розквіт трипільської культури — простежується на Тиврівщині в селах Кліщеві, Ворошилівці, Рогізні, Василівці. В ході археологічних розкопок на території району знайдено бронзову сокиру витонченої роботи цієї доби. Стоянку залізної доби виявлено в с. Маянів.
Кургани скіфської доби, які ще у 20-х роках минулого століття досліджував Є. Сеніцький, виявлено біля сіл Селище, Борсків, великий курган між Сутисками і Ворошилівкою, три кургани біля Ворошилівки (ліворуч р. Південний Буг) та ін.
Про життя давньослов'янських племен, які проживали між Бугом і Дністром, подають численні писемні відомості візантійські автори VI-VII ст. Вони згадують східних слов'ян-антів — безпосередніх предків тиверців.
Вважається, що крайньою зі сходу межею розселення тиверців у VIII-IX століттях був Тиврів. «Містечко Тиврів на Богу (Вінницький повіт) — стверджує Михайло Грушевський, — одинока осада, що своїм іменем може вказувати на тиверців». Подібні думки про тиверців, як форпост на високому правому березі Південного Бугу, висловлювали і інші дослідники, зокрема М.Карамзін, Б. Рибаков, Н Молчановський.
На третьому (Київському) археологічному з'їзді, що проходив у 1874 році, домінувала думка, що Тиврів стоїть на місці старовинного поселення «Тивер».
Згодом тиверці увійшли до складу Київської Русі. З розпадом Київської держави земля тиверців наприкінці XIII ст. увійшла до Галицько-Волинського князівства. З початком монголо-татарського нашестя на Русь і падінням у 1240 р. Києва південно-західні землі потрапляють під владу ординців.
Землю між Богом (Південним Бугом) і Дністром, а також сусідні райони, що лежали на схід і захід від неї, татари почали називали «Подолією» — Поділлям.
З послабленням і розпадом Галицько-Волинської держави значна частина правобережних земель підпадає під владу Литви. У 1363 році литовський князь Ольгерд розбив війська монголо-татар на р. Сині Води — притоці Південного Бугу. Саме з цього часу і до 1672 року територія району знаходилася у складі Литовської держави, а згодом у складі Речі Посполитої (після Кревської унії, яка у 1385 році об'єднала Литву з католицькою Польщею в єдину державу).
В історичних актах того часу знаходимо письмову згадку і про Тиврів, коли великий князь литовський Вітовт у 1393 році дарував це містечко з володіннями «землянину» Герману Дашкевичу «за вислугу». Крім Тиврова, Дашкевич отримав села Дзвониха, Кліщів, Соколинці, Шендерів, Тростянець.
З часом роздані землі переходили у володіння дітей землян: так, у 1505 році онук Г.Дашкевича Федір отримав від литовського князя Олександра підтвердження на право володіння Тивровом на умовах «отчини».
Цей історичний період характеризується постійною небезпекою татарських та турецьких нападів і поступовим зародженням нового общинного елементу — вільних людей — козаків.
У 1569 році після Люблінської унії, Тиврів отримав статус прикордонного оборонного пункту. Значне місце в економічному і торговому житті Тиврівщини в ту пору займало старовинне поселення Красне.
У 1629 році Тиврів згадується в списках подимного податку Брацлавського воєводства.
На території району відбулися події національно-визвольної війни під проводом Б.Хмельницького. Біля с. Черемошне поховано героя цієї війни, брацлавського полковника Д.Нечая.
З 1672 року по 1699 рік в період так званої «Руїни» Тиврівщина знаходилась у володінні Османської імперії, а з 1699 по 1793 р.р. знову у складі Речі Посполитої.
Після другого поділу Польщі у 1793 р. російські війська захоплюють Брацлавщину і Поділля, а відтак Тиврівщина підпадає під владу кріпосницької Росії.
З 30-х років XIX ст. на Тиврівщині розвиваються цукрова промисловість та різні ремесла.
У другій половині XIX ст. у Тиврові введено в експлуатацію першу в Україні гідроелектростанцію (потужністю 50 кВт.). У 1898 році вперше на Поділлі телефонізовано графом Гейденом Тиврів, Сутиски та Шершні.
На зламі XIX та XX століть значну культурну та духовну діяльність на Тиврівщині проводили видатні діячі української культури, зокрема Петро Ніщинський, Микола Леонтович, Кирило Стеценко, Володимир Свідзинський та інші.
Як і всій Україні, Тиврівщині довелося зазнати жахів більшовицького режиму, які вилилися у страшні процеси штучних голодоморів, колективізацію, розкуркулювання, масові репресії.
У липні 1941 р. відбулися запеклі бої з фашистськими загарбниками, територія району була окупована ними з липня 1941 р. по березень 1944 р. В січні 1944 року відбувся героїчний рейд танкістів 40-ї гвардійської танкової бригади, який став провісником звільнення району.

## Адміністративний поділ
Район адміністративно-територіально поділяється на 1 міську раду, 2 селищні ради та 25 сільських рад, які об'єднують 56 населених пунктів та підпорядковані Тиврівській районній раді. Адміністративний центр — смт Тиврів.
Адміністративно-територіальні одиниці:
- міст районного значення — 1 (Гнівань)
- селищ міського типу — 2 (Сутиски, Тиврів)
- сільських населених пунктів — 50

Органи місцевого самоврядування
- сільських, селищних рад — 27 , працівників — 177
- Районна рада — 1 , депутатів — 56;
- Міська (міст районного значення) рада депутатів — 33;
- Селищних рад — 2, депутатів — 50;
- Сільських рад — 25 , депутатів — 361;

## Населення
Чисельність наявного населення станом на 01.06.2010 року — 44,0 тис. ос., в тому числі:
- сільське — 20,9 тис. ос.
- міське — 23,1 тис. ос.

Кількість пенсіонерів — 14,4 тис. ос.

## Транспорт
Район має одну залізничну станцію Гнівань; зупинні пункти: Бушинка, Краснівка, Селищанський, Яришівка. 581 км автомобільних шляхів, автомобільні шляхи: Т 0212, Т 0216, Т 0230 та Т 0242.

## Пам'ятки

### Історичні пам'ятки
- Див. також: Пам'ятки історії Тиврівського району

Могила Данила Нечая в с. Черемошне, садиба Ярошинського в смт. Тиврів, садиба графа Гейдена в смт. Сутиски, руїни Черленківського замку в с. Селище.

### Культурні пам'ятки
Могила композитора Ніщинського П. І. в с. Ворошилівка, Тиврівський ліцей, в якому працював композитор Микола Дмитрович Леонтович, Кирило Григорович Стеценко, навчався поет Володимир Юхимович Свідзинський.

### Релігійні пам'ятки
Церква Іоанна Богослова в с. Бушинка, Костьол святого Йосипа в м. Гнівань, Церква Святомихайлівська в с. Довогополівка, Церква Старообрядної общини XIX ст. в с. Круги, Дмитрівська церква в с. Черемошне.

### Природні пам'ятки
Природний заповідник в с. Кліщів, Можайщина.

## Політика
25 травня 2014 року відбулися Президентські вибори України. У межах Тиврівського району було створено 60 виборчих дільниць. Явка на виборах складала — 71,13% (проголосували 24 304 із 34 168 виборців). Найбільшу кількість голосів отримав Петро Порошенко — 62,89% (15 286 виборців); Юлія Тимошенко — 22,82% (5 546 виборців), Олег Ляшко — 4,96% (1 206 виборців), Анатолій Гриценко — 3,27% (794 виборців). Решта кандидатів набрали меншу кількість голосів. Кількість недійсних або зіпсованих бюлетенів — 0,71%.